# 吊球草
吊球草（学名：Hyptis rhomboidea）为唇形科山香属下的一个种。